# Sunuxsal

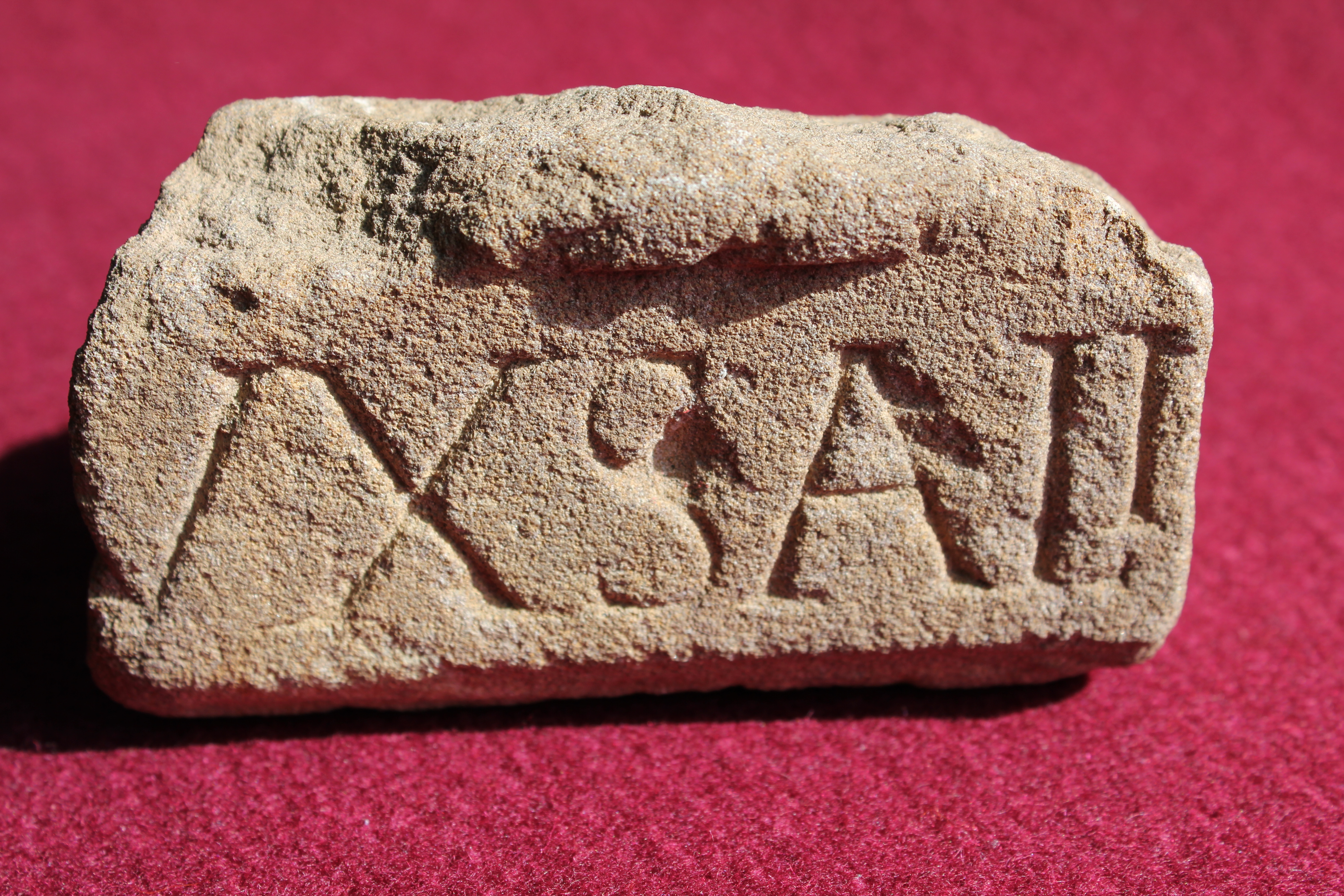
Fragment der 1962 auf dem Varnenum-Gelände in Aachen-Kornelimünster gefundene Inschrift. Der Stein ist 6,2 cm hoch und 10,7 cm breit.

Sunuxsal oder Sunucsal ist der Name einer westgermanischen Gottheit. Sie gilt als Stammesgöttin der Sunuker.
Ihr Name begegnet auf bisher zehn Inschriften aus der römischen Provinz Germania inferior (von West nach Ost):
- Varnenum bei Aachen-Kornelimünster[1]
- Propsteier Wald bei Eschweiler[2]
- Inden-Frenz (in der Kirche verbaute Inschrift von einem C(aius) Quentinus, stammt vermutlich aus Varnenum)[3]
- Nideggen-Embken (von einem Volerius Pusinnioni und einem Quintini(us) gestiftete Weihung)[4]
- Zülpich-Hoven (im Chor der ehemaligen Zisterzienserklosterkirche verbaute Inschrift einer Probia Iustina von 239 n. Chr.)[5]
- Neuss-Gnadental[6]
- Köln[7]
- Bonn[8]
- Remagen[9]
- Nettersheim[10]

## Der Weihestein im Propsteier Wald
Der 1856 im nördlichen Propsteier Wald bei Glücksburg gefundene Weihestein ist 28 cm hoch und 36 cm breit. Seine vollständig erhaltene Inschrift lautet:
DEAE
SVNVXSALI
VLPIVS•HVNI
CIVS•V•S•L•M.
Deae Sunuxsali Ulpius Hunicius v(otum) s(olvit) l(ibens) m(erito) und in deutscher Übersetzung Der Göttin Sunuxsal hat (diesen Stein) Ulpius Hunicius (gesetzt und damit) sein Gelübde gern und verdientermaßen erfüllt.
Auf dem Ansatz des weitgehend fehlenden Oberteils der Stele sind Reste des Gewands einer sitzenden weiblichen Person und die Vorderbeine eines liegenden Tiers zu erkennen.